# 長尾健司
長尾 健司（ながお けんじ、1970年4月23日 - ）は、香川県丸亀市出身の高校野球指導者、保健体育教諭。

## 経歴・人物
学生時代は香川県立丸亀高校、順天堂大学で内野手としてプレー。
高校2年から監督に就いた搆口秀敏の指導に影響を受け、指導者を志すようになり、大学卒業後は中学校の講師となり、軟式野球部の指導に携わるようになる。講師を7年間務めたのち、中学教諭採用試験に合格して2000年に丸亀市立飯山中学校に赴任。2004年に全国中学校軟式野球大会に出場。2006年、香川大学教育学部附属坂出中学校に異動し、平日放課後の練習時間が1時間弱という環境の中、2008年に春、夏及び秋の香川県大会3冠を達成。2011年に全日本春季少年軟式野球大会に出場した。中学での指導者時代に香川県大会の優勝を9度経験した。
2014年4月、中学と高校間の人事交流により県立高松商業高校に赴任し、硬式野球部監督に就任。
就任2年目の2015年秋、高松商にとって26年ぶりの秋季四国大会優勝と、香川県勢初の明治神宮大会優勝を達成。翌2016年春、高松商にとって20年ぶりに出場となった第88回選抜大会でチームを1961年以来55年ぶりの準優勝に導いた。
2019年にも選抜出場を果たしたのち、同年夏に高松商にとって23年ぶりの選手権大会出場を達成した。
2021年夏の第103回選手権大会で高松商業を1996年以来25年ぶりとなる夏勝利へ導いた。この勝利は、高松商業の春夏通算60勝目であり、この勝利をもって、高松商業は松商学園に続き、史上2校目となる大正・昭和・平成・令和の4元号勝利を達成した。
2022年夏、第104回選手権大会で香川県勢にとって2017年の三本松高校以来5年ぶり、高松商業にとって52年ぶりの夏ベスト8へ導いた。

## エピソード
2021年夏の甲子園の3回戦で智弁和歌山高校に敗退した際のオンライン会見で「智弁和歌山はイチローさんに教えていただいて強くなった」と、2020年12月にシアトル・マリナーズ会長付特別補佐兼インストラクターのイチローが智弁和歌山高校で指導にあたった話題を出した。更に「うちにも来てほしいなと思います」と続けた。このことをきっかけに、2021年12月には実際に高松商業高校へのイチローの招致に成功している。

## 指導した主な選手
- 香川大教育学部附属坂出中学校在任時
  - 松本直樹

- 香川県立高松商業高校在任時
  - 末包昇大
  - 浅野翔吾

## 著書
- 導く力 自走する集団作り（2022年7月8日、竹書房、ISBN 978-4801931893）